# Kraken

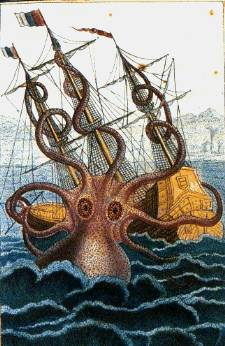
Desenho de Pierre Denys de Montfort (1801) representando um Kraken.

O Kraken é uma espécie de lula, que ameaçava os navios na mitologia  nórdica. Este cefalópode mitológico tem o tamanho de uma ilha e cem tentáculos, acreditava-se que habitava as águas profundas do Mar da Noruega, que separa a Islândia das terras Escandinavas, mas poderia migrar por todo o Atlântico Norte. O Kraken tinha fama de destruir navios.
As histórias de Krakens tinham fundamento, tal como muitas outras histórias de seres fantásticos, numa má observação da fauna, no caso dos Kraken provavelmente em ataques de lulas gigantes ou lulas colossais. Um bom exemplo dessa teoria são as sereias, cujos responsáveis são os registros visuais de dugongos e focas de longe, em nevoeiros.
O Kraken era uma criatura tão temida pelos marinheiros quanto as ferozes Serpentes Marinhas.
Existem também, lendas de outras culturas que relacionam o Kraken à Lula Gigante, a qual teria sido o grande erro do deus Poseidon, mais tarde, havia sido rejeitada e negada para sua nomeação a "representante" do mar, sendo despejada pelo próprio criador nas extremas profundezas do oceano. Desde então...
De pequenos barcos a gigantes navios, desinformados ou mesmo informados que navegavam aos arredores de sua localização e descuidadosamente despertavam a atenção da mitológica lula colossal, relembrando de sua rejeição e fracasso, um misto de raiva e sede vingativa tomavam o feroz e impiedoso "kraken". Assim destruindo (usando seus tentáculos) ou afundando (originando um redemoinho), qualquer embarcação que inocentemente estaria dentro de seu "território". 
Tomando posse em proteger o único “lar”, o qual foi digno de ter, onde ele foi aprisionado para sua eternidade. Do fundo do oceano, o monstro procriou e evoluiu, reza-se a lenda que parte de si está presente nas criaturas do tempo moderno conhecidas como "lulas", as filhas da grande e real monstruosidade, a gigante que se acredita estar a vigiar o resto do mar e procura uma oportunidade para seu "renascimento".
edição:
A associação do Kraken à figura de Poseidon como uma criação rejeitada ou um 'erro' não tem base na mitologia grega clássica. O Kraken, na mitologia escandinava, é uma criatura marinha colossal, mas não faz parte da mitologia grega tradicional. Além disso, a ideia de que o Kraken seria uma criação de Poseidon rejeitada não é respaldada por fontes mitológicas antigas ou por registros literários.
Na mitologia grega, Poseidon é associado a criaturas marinhas, como o monstro Ceto, e figuras como Escila e Caríbdis, mas não a uma lula gigante. A história de Poseidon criando o Kraken parece ser uma adaptação moderna ou uma interpretação fictícia que combina elementos de diferentes mitologias, possivelmente influenciada por obras cinematográficas ou literárias contemporâneas, como o filme 'Fúria de Titãs' (2010), que apresenta o Kraken como uma criatura relacionada a Hades.
O Kraken na Mitologia Escandinava e em Outras Culturas
O Kraken é uma criatura mitológica de origem escandinava. Na mitologia nórdica, o Kraken é geralmente descrito como uma gigantesca criatura marinha, parecida com uma lula ou polvo, que reside nas profundezas do mar. A lenda do Kraken começou a ser registrada em fontes do século XIX, mas seu conceito se baseia em relatos orais que datam de muito antes.
```
   Características do Kraken: O Kraken é descrito como uma criatura com tentáculos enormes, capaz de destruir embarcações e arrastar marinheiros para o fundo do oceano. Algumas histórias afirmam que a criatura é tão grande que pode criar redemoinhos, afundando navios inteiros.
   Possível Origem: A primeira menção escrita ao Kraken pode ser encontrada no trabalho do escritor norueguês Frans Michael Møller em 1802. A lenda também foi popularizada por autores como Alfred Lord Tennyson em sua obra poética The Kraken.
```

O Kraken e a Literatura
O Kraken inspirou diversas obras literárias e artísticas. Por exemplo:
```
   Jules Verne, em seu famoso livro 20.000 Léguas Submarinas, apresenta uma criatura marinha semelhante ao Kraken, chamada "Polvo gigante", que ataca o submarino do Capitão Nemo.
   H.P. Lovecraft, em suas obras de ficção científica e horror, também faz referência a criaturas marinhas antigas que lembram o Kraken, explorando o conceito de monstros insondáveis das profundezas.
```

O Kraken no Cinema
O Kraken também ganhou destaque no cinema, principalmente nas adaptações do mito para filmes de fantasia. O exemplo mais notável é o filme de 2010, Fúria de Titãs, onde o Kraken é uma criatura colossal criada por Hades para destruir os inimigos. Embora o Kraken tenha origens nórdicas, no filme ele é associado à mitologia grega, o que gerou uma fusão criativa de mitos.
O Kraken na Cultura Popular
A imagem do Kraken foi reinterpretada em diversos contextos, desde monstros em jogos de vídeo game até representações em campanhas publicitárias. Hoje, o Kraken é frequentemente visto como um símbolo de poder e mistério, representando o desconhecido e as forças da natureza. Ele também aparece em filmes como Piratas do Caribe, onde é mostrado como uma criatura gigantesca controlada por Davy Jones.
Aspectos Científicos e Comparações com a Realidade
O Kraken provavelmente tem raízes na observação de criaturas reais, como o Calamar Gigante (Architeuthis dux), uma das maiores espécies de lula, que pode crescer até 12 metros de comprimento. Esses animais são encontrados nas profundezas do oceano e têm sido confundidos com monstros marinhos ao longo da história. O Kraken, portanto, pode ter sido inspirado em avistamentos de calamares gigantes ou até baleias em alto-mar.
Informações Adicionais sobre o Kraken
```
   Nome e Etimologia: O nome "Kraken" deriva da palavra sueca "krake", que significa "monstro marinho" ou "animal deformado". A palavra pode também estar relacionada ao termo "kraka", que significa "velho" ou "doente", associando a criatura à ideia de algo ameaçador e decadente.
   Região Geográfica: O Kraken, como figura mitológica, é fortemente associado ao mar da Noruega, mas também pode ser encontrado em lendas de várias regiões costeiras do norte da Europa, como a Islândia.
   Função e Simbolismo: O Kraken simboliza a imprevisibilidade e o poder das forças naturais, especialmente as do mar, que sempre foram um mistério para os marinheiros. Ele é frequentemente retratado como uma representação do caos, capaz de destruir tudo em seu caminho, um símbolo do desconhecido nas profundezas do oceano
```

## Etimologia
A palavra "Kraken" origina-se da etimologia: Crack (quebra) + Aquiém (aquém).[carece de fontes?]
O Kraken, na antiguidade conotava um sentido de direção ou localização de um ponto dentro de uma fenda.[carece de fontes?]